# 토머스 하워드 리크텐스테인
토마스 하워드 리크텐스테인(Thomas Howard Lichtenstein)은 미국 출신의 코나미 디지털 엔터테인먼트 소속인 작곡가, 작사가 겸 보컬리스트이다. 미국 미네소타주 출신이다.

## 같이 보기
- 기타프릭스
- 드럼매니아
- 유비트
- 비마니